# 造花の蜜
『造花の蜜』（ぞうかのみつ）は、連城三紀彦による日本の推理小説。2007年1月から2008年10月にかけて地方紙にて順次連載されたのち、2008年10月31日に角川春樹事務所から単行本が刊行され、2010年11月15日にハルキ文庫から文庫本が刊行された。
早川書房主催の年末ブックランキング『ミステリが読みたい!』2010年版で第1位になったほか、本格ミステリ大賞で最終候補作となった。
2011年に檀れい主演で、WOWOWの連続ドラマWでテレビドラマ化された。

## あらすじ
息子の圭太を幼稚園に迎えに行った帰り道、立ち寄ったスーパーで母親の香奈子が知り合いと立ち話をしていた少しの間に、圭太の姿が見えなくなってしまう。近頃、無言電話や誰かに尾行されているような恐怖を感じていた香奈子はとっさに「まさか誘拐では」と思うが、圭太はすぐに見つかった。だがその帰路、圭太から「お父さん」を名乗る男に車に押し込められそうになり、本当に誘拐されそうになったと聞かされる。
圭太に会わせてもらえない元夫による嫌がらせかとも考えられたが、それから無言電話もなくなり、平穏な日々が続いた1ヶ月後、事態は急展開を迎える。圭太が蜂に刺されて危険な状態だから病院へ運ばれたと幼稚園から連絡が入り急行すると、幼稚園の担任は、祖母（香奈子の母）が蜂に刺されて危篤だからと迎えに来た男女に圭太を渡したと話す。スーパーでの誘拐未遂後、自分以外に圭太を渡さないよう頼んでいたのにどうしてそんなことになったのか、と動揺し問い詰める香奈子に教諭は信じがたいことを告げる、「私、お母さんに……あなたに圭太クン渡したじゃないですか」と。圭太を連れて行ったのは、香奈子にそっくりな女だったという。
警察に連絡し、しばらく経った後、小川家に犯人から電話がかかってくる。要求をはっきり言わない犯人にしびれを切らした香奈子が、身代金をいくら払えば圭太を返してくれるのか尋ねると、犯人は「身代金は要求していない。そちらが払ってくれるというなら別だ。金額はそちらで決めろ」と伝える。その上、犯人が身代金の受け渡し場所に指定してきたのは、渋谷スクランブル交差点の真ん中だった。電話の向こうからは、蜂の羽音のような音が聞こえた。

## 書籍情報
- 単行本：角川春樹事務所、2008年10月31日 ISBN 9784758411240
- 文庫本：ハルキ文庫、2010年11月15日 上 ISBN 9784758435147、下 ISBN 9784758435154

## 登場人物

### 小川家
小川 香奈子（おがわ かなこ）
3年前、2歳だった圭太を連れて離婚した。武蔵小金井の実家に戻り、家事手伝いをしながら、父が経営するオガワ印刷の事務職として働いている。
小川 圭太（おがわ けいた）
香奈子の息子。5歳。物心つく前に香奈子に連れられて家を出たため、父の記憶はない。
小川 汀子（おがわ ていこ）
香奈子の義姉（兄嫁）。家族の中で唯一、香奈子の離婚に賛成してくれた人物で、香奈子が両親や兄よりも信頼しており、何事もまず相談する相手。
小川 史郎（おがわ しろう）
香奈子の兄。
小川 篤志（おがわ あつし）
汀子・史郎の息子、香奈子の甥。圭太の1歳年上で、実の兄弟のように仲が良い。
香奈子の父
オガワ印刷社長。従業員は10人ほどだが、倒産しかかっており、週末は金策に駆けずり回っている。
小川 久乃（おがわ ひさの）
香奈子の母。60代半ば。新興宗教に夢中になっている。体面が悪いからと香奈子の離婚にも反対した。事件のショックからか、アルツハイマーのような言動が目立ち始める。

### 山路家
山路 将彦（やまじ まさひこ）
香奈子の元夫。歯科医。香奈子との離婚後に愛人関係であった水絵と再婚したが、後に離婚する。父の資格はないからと、離婚後は圭太と会わせてもらえていない。
山路 礼子（やまじ れいこ）
将彦の母、圭太の祖母。誘拐事件は香奈子による狂言だと思っている。
浅井（山路） 水絵（あさい（やまじ） みずえ）
将彦の元妻。将彦と元は愛人関係にあり前妻が離婚して後妻になるも、礼子との折り合いが悪く離婚する。将彦とは、同じ医師で医科大学からの知り合い。

### 小杉家
小杉（こすぎ）
小杉食品社長。
小杉 真樹（こすぎ まき）
小杉社長の後妻。
小杉 康美（こすぎ やすみ）
小杉社長の娘。19歳。口を聞くことができない。
小杉 光輝（こすぎ こうき）
小杉社長の義理の息子、康美の義弟（真樹の連れ子）。5歳。

### 警察関係者
橋場 有一（はしば ゆういち）
警視庁捜査一課長、警部。45歳。時間に非常に正確。誘拐事件のスペシャリストと呼ばれる。
剣崎（けんざき）
小金井署の刑事、警部補。
沢野 泰久（さわの やすひさ）
警視庁捜査一課刑事。

### その他
川田【沼田 実】（ぬまた みのる）
オガワ印刷に3, 4年前から勤めている20代半ばの従業員。信州出身で埴輪に似た素朴な顔をしている。圭太もよく懐いており、香奈子も好感を抱いている。
実母の死後に父が再婚した継母との折り合いが悪く、家出同然で上京し、父と同じ名を名乗るのが嫌で「川田」という偽名を使う。
小塚 君江（こづか きみえ）
山路家の隣人。主婦。香奈子の実家の近所のスーパーで遭遇する。
シバキ
山路に圭太が誘拐されていることを連絡した謎の男。
坂田（さかた）
印刷工場と取引がある製紙会社の営業マン。
笠井 理美（かさい さとみ）
老舗デパートに勤めるOL。24歳。渋谷スクランブル交差点で犯人らしき人物と肩がぶつかった。
夏木（なつき）
京浜新聞の記者。圭太誘拐事件は警察の失態であったと書き立てる。
沼田 鉄治（ぬまた てつじ）
沼田実の父。長野県議会の議長を務めた経験もある大物議員。
蘭（らん）
一連の誘拐事件の首謀者。「山路水絵」を名乗り、川田こと沼田実に近付く。

## テレビドラマ
2011年11月27日から12月18日までWOWOWの連続ドラマWで放送された。脚本家の岡田惠和は原作の文庫版で巻末解説を寄稿している。

### キャスト
- 蘭 - 檀れい / 相葉香凛（幼少期）
- 小川家
  - 小川香奈子 - 国仲涼子
  - 小川圭太 - 石川樹
  - 小川達夫 - 鶴田忍
  - 小川史郎 - 長谷川朝晴
  - 小川汀子 - 白羽ゆり
- 山路将彦（香奈子の元夫） - 野間口徹
- 水絵（山路の元妻） - 松尾れい子
- 警察関係者
  - 橋場有一 - 田辺誠一
  - 剣崎五郎 - 螢雪次朗
  - 沢野刑事 - 仁科克基
  - 船山刑事 - 菅原大吉
- 沼田家
  - 沼田鉄治 - 國村隼
  - 川田直樹（沼田実） - 玉山鉄二
- 小杉家
  - 小杉真樹 - 伊藤裕子
  - 小杉康美 - 谷村美月
  - 小杉光輝 - 後藤奏佑人
  - 小杉宏 - 金田明夫

### スタッフ
- 原作 - 連城三紀彦
- 脚本 - 岡田惠和
- 演出 - 小林義則
- 音楽 - 羽岡佳[4]
- プロデューサー - 青木泰憲